# Calinica
Elisabeta Ana Calea (en rumano: Ana Elisabeta-Calea; en húngaro: Anna-Kallinichia Erzsébet; c. 1367 – 2 de agosto de 1439), también llamada Ana Calina (en rumano: Ana-Călina) y más conocida como Calinica (en rumano: Calinichia o Caliniţa, anteriormente en en búlgaro: Калиникіѧ, Kalinikĭę), fue la segunda y más conocida esposa de Radu I, un voivoda de Valaquia del siglo XIV. Era una princesa bizantina nacida con el nombre de Caliphië (en griego: Καλιφιη, Kaliphiē), descendiente de la Casa de Basarab. 
Calinica fue la madre de Mircea I de Valaquia. A través de ella los voivodas de Valaquia unieron su sangre con los Basarab, antepasados del príncipe Vlad Tepes.